# 미즈쓰키 료
미즈츠키 료(일본어: 水月陵, 12월 23일~ )는 일본의 게임 음악 작곡가 및 편곡가이다. 효고현, 12월 23일 출생으로, 개띠. 성별은 여성이다. 또한, KIYO(키요)라는 이름으로 보컬 활동도 하고 있다.
유니존시프트에서 발매한 미소녀 게임 《물망초 ~Forget-me-Not~》, 《Peace@Pieces》, 《일곱빛깔 드롭스》, 《Flyable Heart》 등에서 쓰인 BGM을 작곡한 것으로 유명하며, Key사의 《리라이트》에도 참여하게 되어 관심을 끌고 있다.
처음에는 'KIYφ'라는 이름으로 활동하고 있었지만, 동명의 작곡자가 있기 때문에 현재의 이름으로 개명했다.('KIYO'라는 이름은 본명에서 따온 것이며, '미즈츠키 료'는 이전 극단에 소속되어 있었을 때부터 사용한 것이다)
과거 성우 활동을 한 적이 있다.